# Кушнарьов Артур Сергійович
Кушнарьов Артур Сергійович (2 листопада 1935, Якутськ, РСФРР, СРСР — 6 листопада 2017, Мелітополь, Запорізька область) — доктор технічних наук, член-кореспондент Національної академії аграрних наук України, професор, заслужений працівник народної освіти України, Почесний громадянин міста Мелітополя.

## Біографія
Народився Артур Сергійович 2 листопада 1935 року у м. Якутську (Російська Федерація). У 1952 році, по закінченню школи, він вступає до Московського інституту інженерів сільського господарства, який з відзнакою закінчує в 1957 році.
Протягом 1957—1960 рр. — інженер-механік БМУ «Меліоводбуд». З 1960 по 1963 рік Артур Сергійович аспірант Московської сільськогосподарської академії імені К. А. Тімірязєва.
З 1963 року починається трудова діяльність майбутнього науковця в стінах Мелітопольського інституту механізації сільського господарства. За, майже, п'ятдесят років праці в навчальному закладі А. С. Кушнарьов працював на посадах асистента, доцента, професора, завідувача кафедри, проректора з наукової роботи.
У 1964 р. у Всесоюзному інституті сільськогосподарської заочної освіти захистив кандидатську дисертацію «Освоєння мілкодолинних луків Якутії», а в 1982 р. у Челябінському інституті механізації та електрифікації сільського господарства — докторську дисертацію «Механіко-технологічні основи процесу дії робочих органів ґрунтообробних машин і знарядь на ґрунт».
З 1974 по 1985 роки А. С. Кушнарьов — проректор з наукової роботи МІМСГу. Будучи проректором з наукової роботи, Артур Сергійович організував підготовку наукових кадрів для інституту в найбільших наукових центрах СРСР (у Москві, Ленінграді, Мінську, Києві та інших містах). В окремі роки готувалося до 10 кандидатів наук.
Упродовж 1985—1993 рр. — завідувач кафедри Мелітопольського інституту механізації сільського господарства. У 1985 році йому присвоєно вчене звання професора. Коло наукових інтересів вченого:
- механіко-технологічні основи землеробської механіки та механіки ґрунту;
- ґрунтозахисні технології та засоби механізації для їхнього здійснення;
- комплексна програма забезпечення населення України молочними продуктами.

Педагогічна діяльність професора А. С. Кушнарьова відзначена знаком «Відмінник вищої школи СРСР». Артуром Сергійовичем проводилася велика робота по залученню студентів до науково-дослідної роботи. Його авторитет в області наукової роботи студентів підтверджується тим, що за наявності в СРСР 102 сільськогосподарських вишів Кушнарьов А. С. п'ять років очолював Всесоюзний конкурс на найкращу студентську роботу в галузі механізації, електрифікації та автоматизації сільського господарства. Багато його учнів виросли від студентів до доцентів, докторів наук, професорів.
Він автор понад 200 наукових статей, монографій, довідників, авторських свідоцтв. Як член Експертної ради ВАК СРСР та Міжнародного товариства сільськогосподарських інженерів Артур Сергійович встановив контакти з провідними вченими-аграріями практично у всіх державах Європи та СНД. Сьогодні ці контакти як ніколи можуть послужити для інтеграції економіки на пострадянському просторі і розвитку економічних зв'язків з аграрних питань.
А. С. Кушнарьов — засновник ряду нових напрямків в аграрній науці. Розвиток наукової школи Кушнарьова А. С. — привело до того, що в 80-і роки Всесоюзні конференції з землеробської механіки з Москви перемістилися у м. Мелітополь. Представники практично всіх республік СРСР і великих наукових центрів неодноразово брали участь в роботі цих конференцій. На кафедрі, керованої професором Кушнарьовим. А С. зародилися нові наукові напрями: збирання зернових методом очісування та виготовлення регулярних волоконно-оптичних джгутів.
У 1993—1997 років — Генеральний директор Інституту механізації тваринництва Української академії аграрних наук у Запоріжжі. Перебуваючи на посаді генеральним директором, Артур Сергійович Кушнарьов основну увагу приділяв продовольчому ринку і місцю аграрного сектора АПК у світовій економіці.
A. C. Кушнарьовим обґрунтовані механіко-технологічні основи обробітку ґрунту, створено типорозмірний ряд робочих органів для ґрунтозахисної технології, більшість з яких поставлено на виробництво на машинобудівних заводах України. Розроблена методика комплексної оцінки техніки і технологій для тваринництва, птахівництва та кормовиробництва.
A. C. Кушнарьов — член міжнародної організації ISO. Брав участь у роботі міжнародних конференцій у Польщі, Голландії, Білорусі, Казахстані, Росії.

## Нагороди
Визнання наукових досягнень А. С. Кушнарьова в галузі охорони ґрунтів відзначено ювілейною медаллю В. В. Докучаєва, заснованою Академією наук СРСР. Його розробки багаторазово відзначені срібними, бронзовими медалями та дипломами ВДНГ СРСР і України.
Серія робіт з ґрунтозахисного землеробства і безпосередня організація впровадження цих технологій в степовій зоні України дозволили забути жителям півдня України найбільшу екологічну катастрофу тих років — пилові (або «чорні») бурі. За ці роботи Кушнарьов А. С. був нагороджений орденом «Знак пошани».
Педагогічна діяльність професора А. С. Кушнарьова відзначена знаком «Відмінник Вищої школи СРСР».